# Калвицано
Калвица̀но (на италиански: Calvizzano; на неаполитански: Calvizzan', Калвицанъ) е град и община в Южна Италия, провинция Неапол, регион Кампания. Разположен е на 135 m надморска височина. Населението на общината е 12 737 души (към 2010 г.).